# Клитий (вазописец)

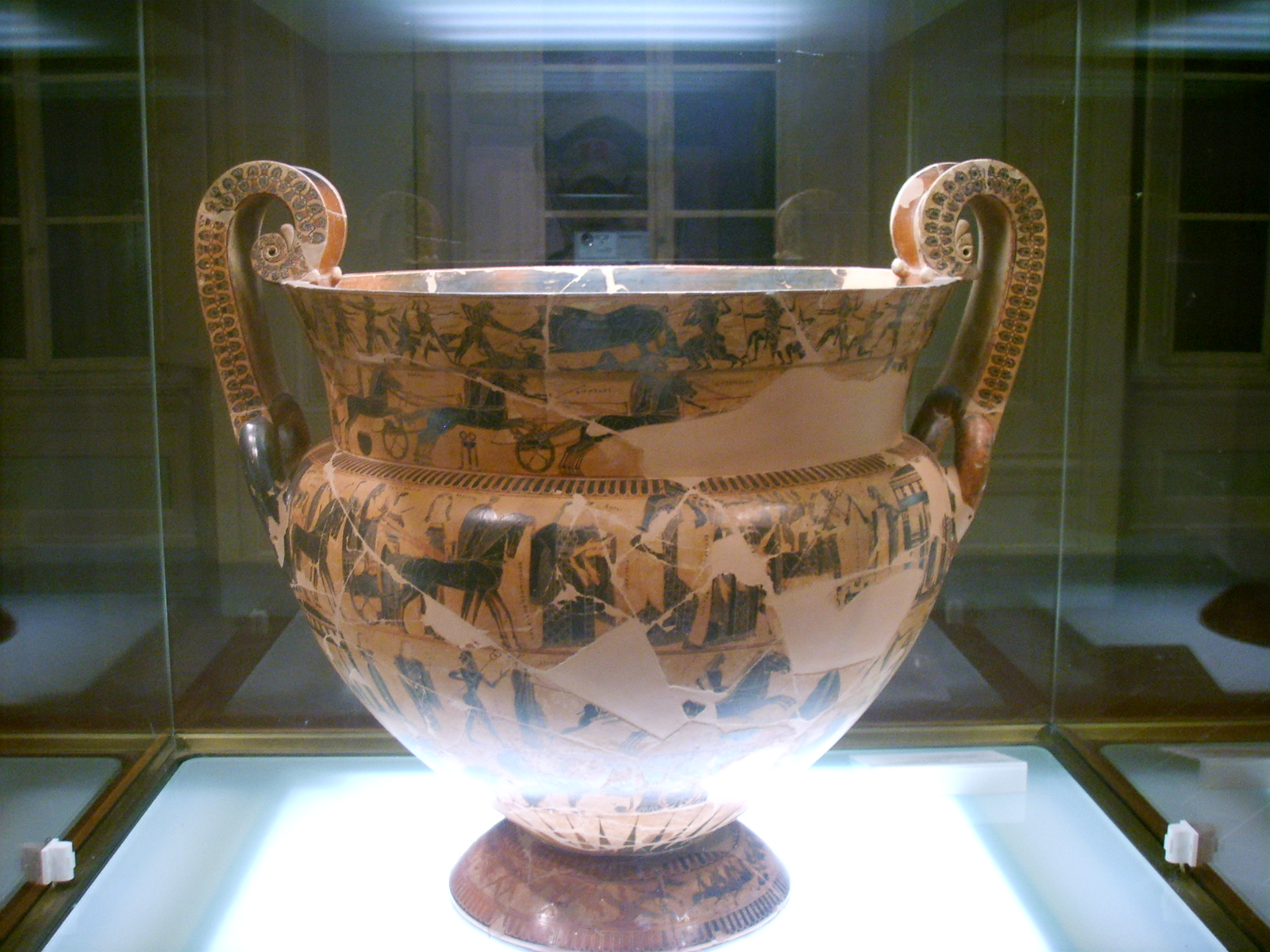
Ваза Франсуа, Национальный археологический музей Флоренции

Клитий (греч. Κλειτίας) — древнегреческий аттический вазописец, работал в чернофигурной технике около 580—550 гг. до н. э.
Обнаружено пять ваз с подписью Клития; четыре из них подписаны именем гончара Эрготима (авторство некоторых других ваз и фрагментов приписывается Клитию на основании стилистического сходства с этими пятью). Самая известная работа Клития — так называемая Ваза Франсуа, датированная около 570 годом до н. э. Ваза уникальна тем, что на её шести фризах изображены более двухсот различных фигур.